# Deutsch-Französische Gesellschaft
Die Deutsch-Französische Gesellschaft (DFG) war ein Verein zur Erneuerung und Verbesserung der deutsch-französischen Beziehungen in der Zwischenkriegszeit. Er wurde 1928 durch Otto Grautoff gegründet und 1934 aufgelöst.

## Geschichte
Rahmengeschichtlich gesehen fällt die Gründung der Deutsch-Französischen Gesellschaft in die Zeit nach den Verträgen von Locarno (1925), die ein eher positives politisches Klima zwischen den europäischen Staaten hinterließen. Zunächst wollte der Publizist und Dozent für Kunstgeschichte, Otto Grautoff (1876–1937), eine „Deutsch-Französische Rundschau“ herausgeben, die zur Neufundierung der Beziehungen zwischen beiden Ländern dienen sollte. Er rief 1926 dafür die „Gesellschaft der deutsch-französischen Rundschau“ ins Leben. Grautoff schaffte es innerhalb von zwei Jahren jedoch nicht die finanziellen Mittel für das Projekt zu sichern, weshalb sich die Gesellschaft wieder auflöste.
1928 versuchte er sich dann an einem Verein: Die Deutsch-Französische Gesellschaft wurde in Berlin gegründet. Grautoff wollte es schaffen, durch zivilgesellschaftliche Arbeit doch noch die angestrebte Zeitschrift zu publizieren. Im Statut des Vereins vom 12. Januar 1928 heißt es: „Die Deutsch-Französische Gesellschaft e. V. Berlin will das Verständnis für Frankreich in Deutschland heben und vertiefen. Durch Bestandsaufnahme der französischen Geistesgüter, durch tiefgreifende Erkenntnis unseres Nachbarn will sie an einer Entspannung zwischen beiden Ländern mitwirken und unter Wahrung des eigenen Staatsgefühls der beiden Nationen zwischen Frankreich und Deutschland Brücken schlagen.“

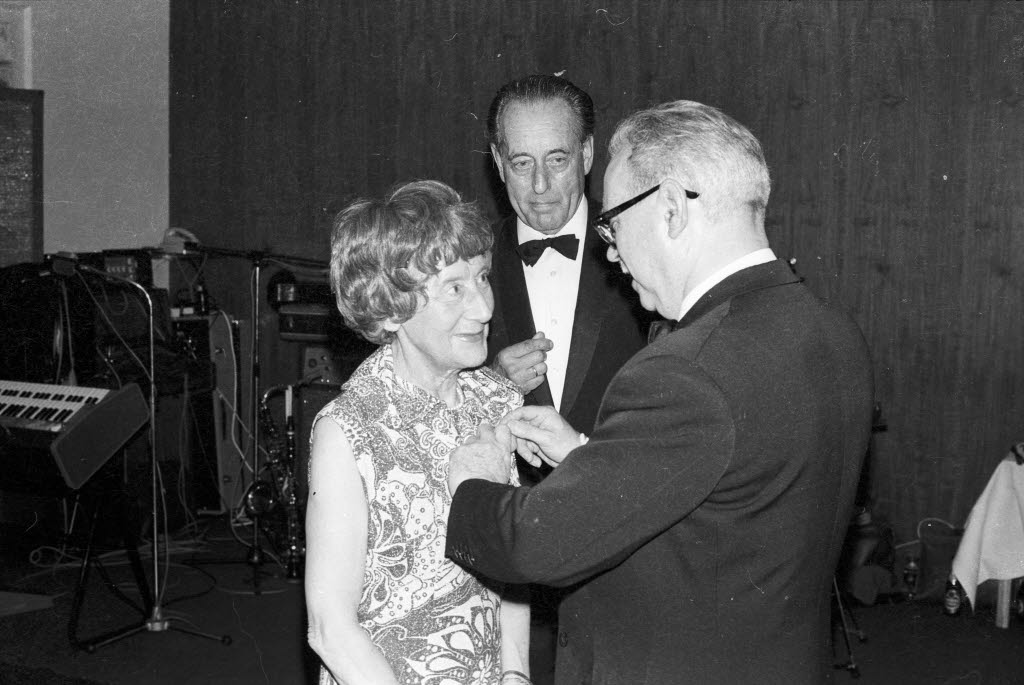
Stefanie Schwarzlose, die Sekretärin der Deutsch-Französischen Gesellschaft, erhält 1972 vom französischen Generalkonsul in Hamburg, Henry Rollet (re.), die Ernennung zum Chevalier de l’Ordre des Palmes Académiques. Damit wird ihr langjähriger Einsatz für die deutsch-französische Verständigung gewürdigt.

 Neben der Muttergesellschaft in Berlin gründeten sich weitere Ortsgruppen in vielen anderen deutschen Städten. Die DFG gab die deutsche Frankreich-Zeitschrift heraus, organisierte Vorträge und Veranstaltungen sowie Schüler- und Studentenaustausche. Zu den Unterstützern und Mitgliedern der Gesellschaften zählten Thomas Mann, Otto Dix, André Gide, Georges Duhamel, Albert Einstein und Konrad Adenauer.
Nach der Machtergreifung der Nationalsozialisten wurde die DFG auf Betreiben von Otto Abetz, Frankreichexperte in der außenpolitischen Dienststelle Ribbentrops, 1934 zerschlagen – trotz Versuchen des französischen Botschafters André François-Poncet, den Verein zu erhalten. Grautoff war bereits 1933 nach Frankreich emigriert. Eine Gesellschaft gleichen Namens, die im Oktober 1935 mit dem Geschäftsführer Otto Abetz neu gegründet wurde, hatte mit der 1928 gegründeten Gesellschaft nichts mehr gemein.

## Erbe
Nach Ende des Zweiten Weltkrieges erlebte die Idee einer Deutsch-Französischen Gesellschaft eine Renaissance. Durch Privatinitiativen unterstützt von französischen Behörden vor Ort oder in der Nähe und Funktionsträger der Politik wurden zahlreiche Gesellschaften in ganz Deutschland gegründet. So entstanden bis 1951 in der britischen und amerikanischen Zone etwa 47 DFGs.
Besonderes Augenmerk galt dabei der Neugründung der Berliner DFG, dem eigentlichen Nachfolger des Vereins von Grautoff. Sie wurde am 8. September 1949 wieder ins Leben gerufen. Die Ziele und Aktivitäten blieben in etwa dieselben. Von 1950 bis einschließlich Juni 1991 hatte sie ihren Sitz sowie einen Veranstaltungsraum in der Maison de France am Kurfürstendamm.
Die DFGs heute gehören zu dem Dachverband Vereinigung Deutsch-Französischer Gesellschaften für Europa.